# Derjiv, Mîkolaiiv
Derjiv (în ucraineană Держів) este localitatea de reședință a comunei Derjiv din raionul Mîkolaiiv, regiunea Liov, Ucraina.

## Demografie
Componența lingvistică a localității Derjiv
     Ucraineană (98,84%)
     Alte limbi (0,91%)
Conform recensământului din 2001, majoritatea populației localității Derjiv era vorbitoare de ucraineană (98,84%), existând în minoritate și vorbitori de alte limbi.